# 이상 (1982년)
이상(E Sang, 본명 이상수, 1982년 3월 22일 ~ )은 대한민국의 R&B 보컬리스트, 힙합 랩 가수, 작사가, 작곡가, 편곡가, 음악프로듀서이다.

## 이력
2005년 싱어송라이터 이주호의 솔로 가수 데뷔곡을 리메이크한 `행복을 주는 사람`이 수록된 1집 음반을 발표하여 가수 데뷔하였다.

## 가족 관계
- 아버지: 이주호(가수, 작사가, 작곡가, 편곡가. 포크 팝 보컬 음악 그룹 해바라기의 리더.)